# ACI Airlines
ACI Airlines was een Kirgizische luchtvaartmaatschappij met haar thuisbasis in Bisjkek.

## Geschiedenis
ACI Airlines werd opgericht in 2006. Het enige toestel van de maatschappij, een Iljoesjin Il-76, brandde op 10 mei 2007 volledig uit in Pointe-Noire (Congo-Brazzaville) nadat het toestel vlam had gevat tijdens het laden.

## Vloot
De vloot van ACI Airlines bestond uit (feb. 2007):
- 1 Iljoesjin Il-76 (destijds geregistreerd als "EX-093", cn 1013407212)